# Lincang
Lincang, tidigare stavat Lintsang, är en stad på prefekturnivå i Yunnan-provinsen i sydvästra Kina. Orten gränsar i väster till Myanmar.

## Administrativ indelning
Lincang har en yta som är något större än Västra Götalands län och nästan 90 procent utgörs av landsbygd som är indelad i fyra härad och autonoma härad. Den egentliga staden Lincang består av stadsdistriktet Linxiang.
- Stadsdistriktet Linxiang - 临翔区 Línxiáng qū ;
- Häradet Fengqing - 凤庆县 Fèngqìng xiàn ;
- Häradet Yun - 云县 Yún xiàn ;
- Häradet Yongde - 永德县 Yǒngdé xiàn ;
- Häradet Zhenkang - 镇康县 Zhènkāng xiàn ;
- Det autonoma häradet Shuangjiang för lahu, wa, blang och dai-folken - 双江拉祜族佤族布朗族傣族自治县 Shuāngjiāng lāhùzú wǎzú bùlǎngzú dǎizú zìzhìxiàn ;
- Det autonoma häradet Gengma för dai- och wa-folket - 耿马傣族佤族自治县 Gěngmǎ dǎizú wǎzú zìzhìxiàn ;
- Det autonoma häradet Cangyuan för wa-folket - 沧源佤族自治县 Cāngyuán wǎzú zìzhìxiàn.